# Дапчевич, Тияна
Тияна Дапчевич (макед. Тијана Тодевска Дапчевиќ, серб. Тијана Дапчевић; Скопье, СФРЮ, 3 февраля 1976 года) — популярная северомакедонская и сербская исполнительница поп-музыки. Представительница Северной Македонии на конкурсе песни «Евровидение-2014», с песней To the Sky.

## Карьера
Одним из главных её хитов является песня Sve je isto, samo njega nema («Всё то же самое, только его здесь нет»). Песня была переведена на все языки бывшей Югославской Республики: сербский, боснийский, хорватский, словенский и македонский.
В 2002 году Тияна выиграла конкурс «Suncane Skale» в черногорском городе Герцегнови с песней Negativ композитора Дарко Димитрова. Позже песня была включена в её второй альбом. Тияна также заняла первое место на сербском радиоконкурсе с песней Юлианна.
В 2006 году Тияна участвовала в сербском отборочном туре Evropesma с песней Greh (Грех), но заняла 8-е место с 27 очками.
В 2008 году Тияна выступала на конкурсе песни Евровидение в качестве бэк-вокалистки Тамары Тодевской (Республика Македония, 10 место в полуфинале).

## Евровидение-2014
28 августа 2013 года СМИ Республики Македонии объявили, что Тияна Дапчевич представит Республику Македонию с песней To the Sky на конкурсе песни Евровидение 2014 в Копенгагене, Дания. Также было объявлено, что одной из вокалисток Тияны была её младшая сестра Тамара Тодевска (Республика Македония 2008).

## Дискография
- Као да .. (2000)
- Negativ (2002)
- Zemlja mojih Snova (2004)
- ZuTa Minuta (2007)
- Музика (2010)
- To the Sky (Таму кај што припаѓам) (2014)